# Apanteles trabea
Apanteles trabea är en stekelart som beskrevs av Nixon 1965. Apanteles trabea ingår i släktet Apanteles och familjen bracksteklar. Inga underarter finns listade i Catalogue of Life.